# High Level
High Level es un pueblo canadiense situado en la provincia de Alberta.

## Superficie
High Level tiene una superficie de 28,7 km².

## Demografía
En 2021, tenía 3922 habitantes, una densidad poblacional de 136,7 hab./km², y 1467 viviendas.